# Święty Augustyn (obraz Michaela Willmanna)
Święty Augustyn – obraz śląskiego malarza barokowego, Michaela Willmanna. Obraz sygnowany 'M:Willmann. fc: / Ao 1696'.
Płótno jest jednym z czterech dzieł tworzących cykl przedstawiający Ojców Kościoła; trzy pozostałe to Święty Ambroży, Święty Grzegorz i Święty Hieronim.
Święty Augustyn był jednym z ojców i doktorów Kościoła, filozofem i teologiem, organizatorem Kościoła w północnej Afryce, twórcą m.in. traktatu historiozoficznego De civitate Dei. Willmann przedstawił go wzorując się na piętnastowiecznej legendzie, opisującej spotkanie Augustyna z chłopcem chcącym przelać muszlą morze do dołka z piasku. Historia miała odzwierciedlać pogląd zawarty w traktacie De Trinitate: niemożliwość wykonania zamierzeń chłopca miała być ideowym synonimem niemożliwości zagłębienia przez człowieka tajemnicy Trójcy Świętej. Otoczone blaskiem chmury w lewym górnym rogu obrazu mają być wyobrażeniem Trójcy Świętej.
Postać Augustyna, sposób jego przedstawienia: pofałdowany płaszcz, gest dłoni, posągowe ujęcie en pied, jest wzorowane na obrazach i rzeźbach Matthiasa Steina i jego warsztatu. Od strony ikonograficznej, o nieco zmienionej kompozycji, obraz nawiązuje do dzieła Rubensa Medytacja św. Augustyna (1636–1638) znajdującego się w tym okresie w praskim kościele Augustianów (obecnie w Galerii Narodowej w Pradze).

## Proweniencja
Obraz został namalowany dla klasztoru Cystersów w Lubiążu. Po roku 1810 przeniesiono go do Kunst- und Antikenkabinett der Königlichen Universität zu Breslau, w 1853 do Bildergalerie im Ständehaus we Wrocławiu, a w 1880 do kolekcji Śląskiego Muzeum Sztuk Pięknych. W 1942 roku obraz został przeniesiony do składnicy w Kamieńcu Ząbkowickim, skąd w 1946 roku został przejęty przez Muzeum Narodowe w Warszawie. W 1981 roku obraz przekazano do Muzeum Narodowego we Wrocławiu.